# Eine kleine Freundin braucht ein jeder Mann
Eine kleine Freundin braucht ein jeder Mann lautet der Titel eines stummen Lustspielfilms, den Paul Heidemann 1927 für seine Firma Heidemann Film Vertrieb GmbH Berlin nach eigenem Drehbuch inszenierte. Er geht auf die bekannte Liedeinlage zu der Operette Die blaue Mazur von Franz Lehár zurück, die rasch zum Gassenhauer wurde.
Um Heidemann, der auch die Hauptrolle spielte, sah man Hans Albers als Boxer Otto-Otto und Paul Morgan als dessen Manager agieren, dazu die bewährten Komiker Julius Falkenstein und Siegfried Arno und die Damen Charlotte Ander, Carla Bartheel, Vera Schmiterlöw und Ruth Weyher.
Der Film gehört zu einer in der Übergangszeit vom stummen zum tönenden Film vermehrt auftretenden Spezies, die sich an den Erfolg eines vorausgegangenen Schlagerliedes anzuhängen suchte.

## Handlung
Prof. Dr. Wilhelm Hellwig, Chemiker von Beruf, stellt in seinem Institut mehr komische als wissenschaftliche Verjüngungs-Versuche an, in deren Folge Erwachsene in Kinderkleidung auf einem Kostümfest erscheinen und ein Meisterboxer in Frauenkleidern auftritt. Hellwig ist Frauen gegenüber sehr schüchtern. Um aus ihm einen flotten Junggesellen zu machen, führt sein Freund Bumberg, ein gewiefter Lebemann, ihn in das nächtliche Vergnügungsleben ein. Gelegentlich eines Balles hat Hellwig ein tragikomisches Beisammensein mit einer Tänzerin, deren Mann, ein Boxmeister, eine für ihn peinliche Situation heraufbeschwört. Nach ergötzlichen Episoden in der Villa von Hellwigs Onkel und nach dem Hellwig unbeabsichtigt mit Bumbergs Freundin in eine zweifelhafte Situation gerät, findet er den Weg zu seiner hübschen Assistentin, Käthe Schlicht, die ihn schon lange liebt. In der Mitte der sehr lustigen Handlung steht der Böse-Buben-Ball, der, geschickt inszeniert und mit allerlei pikanten Reizen ausgestattet, eine gute Parodie auf die Verjüngungstheorie darstellt.

## Hintergrund
Die Filmbauten schuf der Architekt Willi A. Herrmann, Aufnahmeleiter war Fritz Grossmann, an der Kamera stand Willy Winterstein. Die Illustrationsmusik schrieb Pasquale Perris, der Hauskapellmeister am Tauentzien-Palast Berlin war.
Der Film lag der Berliner Filmprüfstelle am 17. November 1927 zur Zensur vor. Erst nach zwei weiteren Terminen am 28. November und am 2. Dezember durfte der Film, den man dabei von ursprünglich 2187 Metern über 2155 Meter schließlich auf 2090,8 Meter zusammengeschnitten hatte, passieren.
Die Uraufführung fand am 16. Dezember 1927 in Berlin im Tauentzien-Palast statt.
Der Film wurde vom Deutschen Lichtspiel-Syndikat DLS verliehen.
Tondokumente
- Eine kleine Freundin hat doch jeder Mann. Step aus Die blaue Mazur (Franz Lehár, Text von Artur Rebner) „Beka“-Orchester mit Chorgesang, Beka Nr. 31 009, aufgen. 7. Mai 1921[8]
- Eine kleine Freundin hat doch jeder Mann. Fox-trot aus Die blaue Mazur von Franz Lehár. Tanz-Orchester „Metropol“. Polyphon 30 723 (Matr. 2-27 379)[9]
- Eine kleine Freundin hat doch jeder Mann, aus Die blaue Mazur von Franz Lehár. Marek Weber mit seiner Künstlerkapelle vom „Esplanade“ Berlin, auf Parlophon P.1186-I (Matr. 2-2897), aufgen. 21. Mai 1921[10]

Der Schlager war auch in Amerika erhältlich:
- Eine kleine Freundin hat doch jeder Mann (Franz Lehár, Artur Rebner) Deutsches Tanz-Orchester [i. e., Victor Orchestra] Victor 73 203 (Matr. B-26 039-3, rec. 1/18/1922)[11]

Vielleicht durch die Figur des von Hans Albers verkörperten Boxmeisters Otto-Otto inspiriert schrieben Fritz Rotter und Dr. Bronisław Kaper das Foxtrott-Lied Ach Otto-Otto, das einen „schönen Mann“ besingt, hinter dem alle Frauen her sind:
- Ach Otto-Otto...! Foxtrot (Dr. Bronislaw Kaper, Text: Fritz Rotter) Marek Weber und sein Orchester. Refrain: Siegfried Arno. Electrola E.G.2135 (60-1308) – 1930[13]

## Rezeption
In dem Film wurde auf zwei Erscheinungen der 1920er Jahre Bezug genommen, die damals die Öffentlichkeit bewegten: das waren zum einen die zahlreichen Versuche von Medizinern, Menschen künstlich zu verjüngen, zum anderen der aufkommende und populär werdende Boxsport und seine Repräsentanten.
Verjüngungsmittel und -operationen hatten schon den Coupletsängern und Varietékomikern Nahrung gegeben, berühmte Boxstars der Zeit wie Hans Breitensträter oder Paul Samson-Körner lieferten ebenso Stoff für Couplets und Szenen – nun hob auch der Film darauf ab.
Lied- wie Filmtitel regten auch den Berliner Zeichner Heinrich Zille zu einem Bilde an, auf dem in einem Berliner Hinterhof sichtlich Minderjährige zur Musik eines Orgelmannes tanzen und „knutschen“.

## Belege
1. ↑   mit dem Libretto von Béla Jenbach und Léo Stein, uraufgeführt am 28. Mai 1920 im Theater an der Wien in Wien, vgl. Ploog S. 562
2. ↑  Franz Lehar: Eine kleine Freundin hat doch jeder Mann. Foxtrot. Einlage in die Operette „Die blaue Mazur“. Worte von Artur Rebner. Berlin: Drei Masken Verlag (c) 1921. - Pl.-Nr. D. M. V. 2069. - 5 S. - Gefaltetes Doppelbl. m. eingel. Einzelbl., Titelillustration (Lila gekleidete [Lebe?-]Dame zwischen zwei Herren in Mantel, Schal u. Zylinder vor schwarzem Hintergrund) von Ortmann. Abb. bei 78.35.7.5 (aufgerufen am 15. Oktober 2015)
3. ↑   nach Spiess S. 158–159
4. ↑  Jnhaltsbeschreibung nach Film-Liste Nr. 19 in Österreichische Film-Zeitung Nr. 41 vom 6. Oktober 1928, S. 20 mit Verweis "ausführliche Inhaltsangabe siehe Nummer 41 Seite 28". Einzusehen bei ANNO
5. ↑  Ausführliche Inhaltsangabe aus Österreichische Film-Zeitung Nummer 41 Seite 28.
6. ↑   vgl. Birett S. 139 zu Zensur-Nrn. B 17 249 – B 17 299
7. ↑  „Tauentzienpalast“ hieß von 1913 bis 1945 das bekannte Premierenkino der UFA. Es hatte mit 995 Plätzen nach dem Ufa-Palast am Zoo die meisten Sitzplätze von den mehr als 300 Kinos in Groß-Berlin: vgl. Jeanpaul Goergen: Als das Kino noch Amor hieß. In: Die Welt, 10. Juni 1999
8. ↑   anzuhören auf youtube
9. ↑  label abgeb. bei pinterest
10. ↑   anzuhören auf youtube, label abgeb. bei i.ytimg.com
11. ↑   vgl. DAHR Discography of American Historical Recordings
12. ↑   der erste deutsche Schwergewichtsmeister hieß Otto Flint, vgl. Boxen in Deutschland 1919–1932
13. ↑   anzuhören bei youtube
14. ↑   vgl. Haerdle 2003, Rase 2003, Schaper 2004
15. ↑  zu den Experimenten von Bogomoletz, Levy-Lenz, Steinach, Voronoff & Co. vgl. Stoff 2004, S. 89 ff., Rupnow 2008, S. 204, 205, 207 u. 212 und Abb. bei pop-zeitschrift.de (Memento des Originals vom 8. Mai 2016 im Internet Archive)  Info: Der Archivlink wurde automatisch eingesetzt und noch nicht geprüft. Bitte prüfe Original- und Archivlink gemäß Anleitung und entferne dann diesen Hinweis. und ebaystatic.com (Memento des Originals vom 4. März 2016 im Internet Archive)  Info: Der Archivlink wurde automatisch eingesetzt und noch nicht geprüft. Bitte prüfe Original- und Archivlink gemäß Anleitung und entferne dann diesen Hinweis., delcampe.com (Memento des Originals vom 28. April 2016 im Internet Archive)  Info: Der Archivlink wurde automatisch eingesetzt und noch nicht geprüft. Bitte prüfe Original- und Archivlink gemäß Anleitung und entferne dann diesen Hinweis. (aufgerufen am 15. Oktober 2015)
16. ↑   vgl. Szene Die Verjüngungsdrüse von Max Heye und Grete Wiedeke auf Homocord B. 1515 (Matr. M 16 292 = a) Die Untersuchung, M 16 293 = b) Die Operation ; A 31 7 24), anzuhören auf youtube
17. ↑   vgl. das Lied Es boxt der Carpentier von Heinrich Strecker, das Fritz Imhoff auf Schallplatte „Grammophon“ 20 002 / B 42108 (Matr. 3318 ar) Ende 1924 in Wien aufnahm. Es besang den französischen Boxer Georges Carpentier (1894 – 1975), der 1911 Europameister im Weltergewicht, 1912 im Mittelgewicht, 1913 im Halbschwergewicht und Schwergewicht, 1914 Weltmeister der Weißen im Schwergewicht und 1920 Weltmeister im Halbschwergewicht wurde. Oder Max Hansens humoristischen Vortrag Mein erster Boxkampfbesuch, auf Grammophon (30cm) Nr. 19 827 / B 66 503 (Matr. Bi 609 / 610), aufgen. Berlin 1928
18. ↑   vgl. Richter S. 34 und wikimedia.org